# Quận Cedar, Missouri
Quận Cedar là một quận thuộc tiểu bang Missouri, Hoa Kỳ. Theo điều tra dân số năm 2000 của Cục điều tra dân số Hoa Kỳ, quận có dân số 13.733 người 2. Quận lỵ đóng ở Stockton 6

## Địa lý
Theo Cục điều tra dân số Hoa Kỳ, quận có tổng diện tích km2, trong đó có km2 là diện tích mặt nước.

## Thông tin nhân khẩu
Theo điều tra dân số 2 năm 2000, có 13.733 người, 5.685 hộ gia đình, và 3.894 gia đình sống trong quận hạt. Mật độ dân số là 29 người trên một dặm vuông (11/kmТВ). Có 6.813 đơn vị nhà ở với mật độ trung bình là 14 trên một dặm vuông (6/kmТВ). Các trang điểm chủng tộc của quận là 96,58% người da trắng, 0,32% da đen hay Mỹ gốc Phi, 0,66% người Mỹ bản xứ, 0,46% châu Á, Thái Bình Dương 0,04%, 0,50% từ các chủng tộc khác, và 1,43% từ hai hoặc nhiều chủng tộc. 1,11% dân số là người Hispanic hay Latino thuộc một chủng tộc nào.
Có 5.685 hộ, trong đó 27,80% có trẻ em dưới 18 tuổi sống chung với họ, 57,50% là đôi vợ chồng ở với nhau, 7,90% có nữ hộ và không có chồng, và 31,50% là không lập gia đình. 28,10% hộ gia đình được tạo thành từ các cá nhân và 15,30% có người sống một mình 65 tuổi trở lên là ai. Cỡ hộ trung bình là 2,35 và cỡ gia đình trung bình là 2,86.
Trong quận dân số trải rộng với 24,60% dưới độ tuổi 18, 6,40% 18-24, 22,80% 25-44, 25,40% từ 45 đến 64, và 20,80% từ 65 tuổi trở lên là người. Độ tuổi trung bình là 42 năm. Đối với mỗi 100 nữ có 95,90 nam giới. Đối với mỗi 100 nữ 18 tuổi trở lên, có 90,50 nam giới.
Thu nhập trung bình cho một hộ gia đình trong quận là 26.694 USD, và thu nhập trung bình của gia đình là USD 32.710. Nam giới có thu nhập trung bình USD 25.017 so với 17.594 USD của phái nữ. Thu nhập bình quân đầu người là 14.356 USD. 17,40% dân số và 11,60% của các gia đình có thu nhập dưới chuẩn nghèo. Trong tổng dân số, 24,80% những người dưới độ tuổi 18 và 14,20% của những người 65 tuổi trở lên đang sống dưới mức nghèo khổ.